# Zach Garrett
Zach Garrett, född den 8 april 1995 i Wellington, Missouri, är en amerikansk bågskytt.
Han tog OS-silver i lagtävlingen i samband med de olympiska bågskyttetävlingarna 2016 i Rio de Janeiro..